# Severinia turcomaniae murgabica
Severinia turcomaniae murgabica es una subespecie de mantis de la familia Mantidae.

## Distribución geográfica
Se encuentra en Turkmenistán.